# Чин-чинели
Чин-чинелите са музикален перкусионен инструмент от групата на идиофонните инструменти.

## Устройство
Чейп-чинелите представляват вид зилове.

## Техника на звукоизвличане
Инструментите са закрепени към пръстите на двете ръце на изпълнителя и се удрят един в друг както кастанетите, зиловете и други подобни инструменти.

## Произход
Инструментът произхожда от Тайланд.